# 오토 빈처

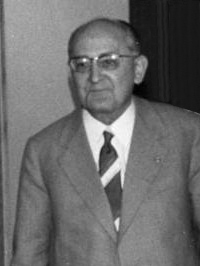
오토 빈처

오토 빈처(독일어: Otto Winzer, 1902년 4월 3일 ~ 1975년 3월 3일)는 동독의 외교관으로 4대 외무장관(1965~75)을 지냈다.
베를린에서 태어나 1919년 독일 공산당에 입당하였다. 그러고나서 공산주의 청소년 출판사의 우두머리가 되었다.
1933년부터 1935년까지 아돌프 히틀러의 정권에 대항하는 지하 운동들에 연루되었다. 1935년 소련에 가서 제2차 세계 대전이 끝날 때까지 거기에 머물렀다. 전쟁이 일어나는 동안 코드명 로렌츠를 사용하였다. 울브리히트 단체의 일원으로서 귀국하여 1945년 통일사회당에 입당하여 1946년 그 중앙 위원회의 임원이 되었다. 1949년 당의 공식 신문 〈노이즈 도이칠란트〉의 대리 편집자가 되었다.
그는 국가 대신(1949~56)과 초대 외무부 부장관(1956~65)을 지내다가 후에 4대 외무장관이 되었다. 건강 악화로 물러났으며 72세의 나이로 동베를린에서 사망하였다.